# Leleszy Béla
Leleszy Béla (Pusztakengyel, 1887. október 10. – Budapest, 1977. július 21.) magyar író, újságíró. Az 1920-as évek második felétől a második világháború végéig tartó időszak sikeres lektűrírója. Főként a korai regényeinek köszönhetően a magyar science fiction irodalom egyik úttörőjeként tartják számon.

## Élete
Eredeti családneve Kovách volt. A Leleszy nevet családja származási helye, a bodrogközi Lelesz után vette föl. A jól szituált földbirtokos családból származó kisfiú 12 éves korában teljes árvaságra jutott. Egy ideig gazdag nagybátyjánál nevelkedett Dél-Amerikában, de mivel nem bírta a klímát, hazatért rokonaihoz. Az egri cisztercita gimnáziumban érettségizett, és szintén Egerben szerzett jogi diplomát. 
Az egyetem elvégzése után elkötelezte magát az újságírásnak, így Nagyváradon kezdett dolgozni szerkesztő újságíróként. Az első világháború idején beosztották a 68-ik gyalogezredbe, de szerkesztőségi munkája miatt felmentést kapott. 1917-ben Károlyi Mihály békepárti napilapjának felelős szerkesztője. Budapesten, majd Kolozsvárott is dolgozott, de 1919 telén a románok kiutasították Erdélyből. A háború után Budapesten vállalt munkát napilapoknál és szaklapoknál. 1926-ban jelenik meg első regénye, amely meghozza számára a sikert. Ekkor fokozatosan felhagy az újságírással, és kizárólag a regényírásnak szenteli magát. 
1928-ban nősült meg, a harmincas években pedig az egyik legismertebb és legsikeresebb magyar lektűríróként tartották számon. 1936-ban az Írók Gazdasági Egyesülete főtitkárává választották, ahol 1945 után igazolóbizottsági tag lett.
A kora legelegánsabb írójának tartott Leleszyről így vélekedett Kodolányi János: „Nem követ és nem miniszter, csak egyszerű angol miszter.”
A második világháború után a Szikra Könyvkiadó munkatársa lett, itt jelentette meg a demokratikus átalakulást üdvözlő írásait. 1948-ban azonban váratlanul kizárták az Írószövetségből, művei pedig az „elavult könyvek jegyzékére” kerültek. Hatvannégy éves korában a Budapesti Konzervgyárban kényszerült a megélhetésért munkát vállalni, ahol „szenet lapátolt, és udvart sepert”. 1961-ben, végül is a Kőbányai Gépgyártó Vállalattól ment nyugdíjba. 1977-ben, nyolcvankilenc éves korában, Budapesten hunyt el.

## Munkássága
1923-ban visszhang nélkül maradt a névtelenül megjelentetett, A csodálatos bacilusok című fantasztikus története, pedig első sikerművének vázlatát tartalmazza a füzetke. Leleszy csak három évvel később, 1926-ban futott be a Kamboa titkával. Első népszerű fantasztikus regényében az amerikai utópista író, Edward Bellamy (1850–1898) militarizált társadalom- és Trockij munkahadsereg-ideáját tűzi tollhegyre. A Kamboa titka első része Wells Doktor Moreau szigetének utánérzése, a szadista-mániákus orvos vérátömlesztéssel és operációval „olt” munkakedvet a „lusta négerekbe, arabokba”, míg egy apokaliptikus éjszakán a kísérleti alanyok lázadása elsöpri az őrült doktort és táborát.
Urbán László irodalomtörténész így ír róla halála után tizenegy évvel, 1988-ban:

„...nem riadt vissza az angol-amerikai lektűrtípusok követésétől sem. Másfélszáznál több filléres ponyvafüzetet, ifjúsági, kaland- és szalonregényt írt – sőt Kolozsvárott bemutatták A fekete asszony című egyfelvonásosát. (Azt azonban csak közvetlen barátai tudják, hogy több mint négyszáz kiadatlan verse, tucatnyi regénye, számtalan novellája várja hagyatékában a feltámadást.) Leleszy könnyedén írt, egyetlen éjszaka „lezongorázott” Remingtonján egy kisregényt, s kilenc órakor már a honoráriumából reggelizett kedves kávéházában vagy az Otthon Körben.”

Barátja és tisztelője, Vidor Marcell költő, újságíró rövid versében ekként jellemzi Leleszy munkásságát:
„Rejt magában nagy fényeket,
S írja a kis regényeket.
Az utca mohón megveszi:
Tíz-húsz fillér egy Leleszy.”
Leleszy Béla rendkívül termékeny író volt. Írásai egy része a mai napig nem jelent meg. Néhány regénye, színdarabja, s tervezett nagy műve, a Munka világtörténete jegyzetekben, kéziratban maradt.
A MK-jegyzékben 129 kisregénye szerepel.

## Művei
Az alábbiakban Leleszy Béla azon műveinek címe szerepel – a megjelenésük évének sorrendjében –, amelyek a Magyar Könyvészetben fellelhetők:

### 1926
- Kamboa titka. Fantasztikus regény. Légrády Könyvkiadó, Bp., 1926.

### 1927
- Az opál-sziget I-II. Fantasztikus regény. Tolnai Nyomdai Műintézet és Kiadóvállalat R.-T. (Tolnai Regénytára), Bp., 1927.; Forrás ny. [193?]; Tibor Kiadás 1943; („A merénylet” címen részlet) Galaktika 35 (1979) 85-91. o.
- Zürzüm-légió I-II. Fantasztikus regény. Tolnai Nyomdai Műintézet és Kiadóvállalat R.-T. (Tolnai Regénytára), Bp., 1927.
- Ki teremtett téged?. In Zürzüm-légió II. Tolnai Nyomdai Műintézet és Kiadóvállalat R.-T., Bp., 1927, 57-123. o.

### 1928
- A sakálfejű csoda I-II. Tolnai Nyomdai Műintézet és Kiadóvállalat R.-T. (Tolnai Regénytára), Bp., 1928
- A Cardigan-sugár. Tolnai Nyomdai Műintézet és Kiadóvállalat R.-T. (Tolnai Regénytára), Bp., [1928]; Ifjúsági Lap- és Könyvkiadó, Bp., 1990.

### 1929
- A fekete veszedelem I-II. Fantasztikus regény a francia idegenlégió életéből. Tolnai Nyomdai Műintézet és Kiadóvállalat R.-T. (Tolnai Regénytára), Bp., 1929; Ifjúsági Lap- és Könyvkiadó, Bembo, Bp., 1990.

### 1930
- A vörös sirály. Nelson tengernagy regénye. Tolnai Nyomdai Műintézet és Kiadóvállalat R.-T. (Tolnai Regénytára), Bp., 1930
- Az aranyország felé. Hódító Cortez regénye. Tolnai Nyomdai Műintézet és Kiadóvállalat R.-T. (Tolnai Regénytára), Bp., 1930.

### 1931
- A lángfolyó. Tolnai Nyomdai Műintézet és Kiadóvállalat R.-T., Bp., 1931

### 1932
- Li-Tay, az aranypillangó. Kalandos regény a kínai artisták és színészek világából. [John Tempest néven], Légrády testvérek (Pesti Hírlap könyvek 214.), Bp., 1932. jan. 17.
- A gyémántfutók. Légrády testvérek (Pesti Hírlap könyvek 261.), Bp., 1932.
- Az ezüsthercegnő. Világvárosi Regények Kiadóvállalat (Világvárosi Regények 21.), Bp., 1932.
- A tűz éneke. Világvárosi Regények Kiadóvállalat (Világvárosi Regények 29.), Bp., 1932.
- A bűnök kertje. Világvárosi Regények Kiadóvállalat (Világvárosi Regények 38.), Bp., 1932.
- Dollár vagy szerelem. [John Tempest néven] Klein Gábor (Mindenki Könyve 17.), Bp., 1932.
- A tűzhányók völgye. Palladis Rt., Bp., 1932. (Holtak városa címen. Ifjúsági Lap- és Könyvkiadó, Bembo, Bp., 1994.)

### 1933
- A szőke áldozat. Világvárosi Regények Kiadóvállalat (Világvárosi Regények 45.), [Bp. 1933].
- Fekete szenyorita. Világvárosi Regények Kiadóvállalat (Világvárosi Regények 55.), [Bp. 1933].
- Éjféli kopogtatás. Világvárosi Regények Kiadóvállalat (Világvárosi Regények 67.), [Bp. 1933].
- Viharkisasszony. Világvárosi Regények Kiadóvállalat (Világvárosi Regények 75.), [Bp. 1933].
- Azúr-álom. Világvárosi Regények Kiadóvállalat (Világvárosi Regények 82.), [Bp. 1933].
- A Gibson-express. Világvárosi Regények Kiadóvállalat (Világvárosi Regények 98.), [Bp. 1933].

### 1934
- Harmonika Jimmy. Világvárosi Regények Kiadóvállalat (Világvárosi Regények 114.), [Bp. 1934].
- Bert és az ötlövetű. Világvárosi Regények Kiadóvállalat (Világvárosi Regények 130.), [Bp. 1934].
- A repülő halál. Világvárosi Regények Kiadóvállalat (Világvárosi Regények 137.), [Bp. 1934].
- Ne aludj, Sid! Világvárosi Regények Kiadóvállalat (Világvárosi Regények 144.), [Bp. 1934].
- Arizona Milly. Világvárosi Regények Kiadóvállalat (Világvárosi Regények 149.), [Bp. 1934].

### 1935
- A gyáva cowboy. Világvárosi Regények Kiadóvállalat (Világvárosi Regények 154.), [Bp. 1935].
- Nászút Texasban. Világvárosi Regények Kiadóvállalat (Világvárosi Regények 160.), [Bp. 1935].
- Vasparipa a Wild-Westen. Világvárosi Regények Kiadóvállalat (Világvárosi Regények 166.), [Bp. 1935].
- Asszonyfarm a gyöngyfolyónál. Világvárosi Regények Kiadóvállalat (Világvárosi Regények 174.), [Bp. 1935].
- A kis Karibu. Világvárosi Regények Kiadóvállalat (Világvárosi Regények 180.), [Bp. 1935].
- Hajsza a Déltengeren. Világvárosi Regények Kiadóvállalat (Világvárosi Regények 190.), [Bp. 1935].
- A torpedóember. Világvárosi Regények Kiadóvállalat (Világvárosi Regények 197.), [Bp. 1935].
- A sárga kantár. Világvárosi Regények Kiadóvállalat (Világvárosi Regények 205.), [Bp. 1935].
- Braga törpéi. Világvárosi Regények Kiadóvállalat (Világvárosi Regények 214.), [Bp. 1935].
- Győzhetetlen Rod. Világvárosi Regények Kiadóvállalat (Világvárosi Regények 223.), [Bp. 1935].
- A quebecki keselyű. Világvárosi Regények Kiadóvállalat (Világvárosi Regények 130.), [Bp. 1935].
- A kékszemű átok. Literária Kiadóvállalat (Világvárosi Regények 236.), [Bp. 1935].

### 1936
- A láthatatlan lasszó. Literária Kiadóvállalat (Világvárosi Regények 248.), [Bp. 1936].
- A fekete musztáng. Literária Kiadóvállalat (Világvárosi Regények 255.), [Bp. 1936].
- A nehéz kenyér. Literária Kiadóvállalat (Világvárosi Regények 273.), [Bp. 1936].
- A szoknyás serif. Literária Kiadóvállalat (Világvárosi Regények 282.), [Bp. 1936].
- A vörös kastély. Literária Kiadóvállalat (Világvárosi Regények 292.), [Bp. 1936].
- Az embervadász. Literária Kiadóvállalat (Világvárosi Regények 299.), [Bp. 1936].
- A szerencse rabszolgái. Literária Kiadóvállalat (Világvárosi Regények 306.), [Bp. 1936].
- Hajsza életre-halálra. Literária Kiadóvállalat (Világvárosi Regények 313.), [Bp. 1936].
- Feketék előnyben. Literária Kiadóvállalat (Világvárosi Regények 322.), [Bp. 1936].
- A kétlábú csorda. Literária Kiadóvállalat (Világvárosi Regények 329.), [Bp. 1936].
- A taxi-lány. Literária. Kiadóvállalat (Világvárosi Regények 338.), [Bp. 1936].
- A tizennegyedik vendég. Literária Kiadóvállalat (Világvárosi Regények 345.), [Bp. 1936].
- A strandbetyár. Literária Kiadóvállalat (Világvárosi Regények 353.), [Bp. 1936].
- Vámpír. [John Tempest néven] Stádium (Tarka regénytár II. 1.), Bp., 1936.

### 1937
- Farkaskölykök. Literária Kiadóvállalat (Világvárosi Regények 363.), [Bp., 1937].
- Furcsa lányok. Literária Kiadóvállalat (Világvárosi Regények 372.), [Bp., 1937].
- A kék lámpás gondola. Literária Kiadóvállalat (Világvárosi Regények 379.), [Bp., 1937].
- A tökéletes szerep. Literária Kiadóvállalat (Világvárosi Regények 387.), [Bp., 1937].
- A felhőkarcolók fiai. Literária Kiadóvállalat (Világvárosi Regények 394.), [Bp., 1937].
- Tündér a farmon. Literária Kiadóvállalat (Világvárosi Regények 404.), [Bp., 1937].
- Kártyán szerzett menyasszony. Literária Kiadóvállalat (Világvárosi Regények 411.), [Bp., 1937].
- A rövidhullám. Literária Kiadóvállalat (Világvárosi Regények 418.), [Bp., 1937].
- A sangháji kosár. Literária Kiadóvállalat (Világvárosi Regények 427.), [Bp., 1937].
- Az eladott asszony. Literária Kiadóvállalat (Világvárosi Regények 435.), [Bp., 1937].
- Leányrablás. Literária Kiadóvállalat (Világvárosi Regények 442.), [Bp., 1937].
- Éjféli esküvő. Literária Kiadóvállalat (Világvárosi Regények 451.), [Bp., 1937].
- Megér egy milliót? Literária Kiadóvállalat (Világvárosi Regények 459.), [Bp., 1937].
- Párbaj a víz alatt. Literária Kiadóvállalat (Világvárosi Regények 467.), [Bp., 1937].
- A malakkai vőlegény. Literária Kiadóvállalat (Világvárosi Regények 475.), [Bp., 1937].
- Lázadás a Tűzföldön. [Fred Gregory néven] Stádium (Tarka regénytár III. 35), Bp., 1937.

### 1938
- Igazolja magát! Literária Kiadóvállalat (Világvárosi Regények 482.), [Bp. 1938].
- Az aranykaraván. Literária Kiadóvállalat (Világvárosi Regények 492.), [Bp. 1938].
- Szép fiú kerestetik! Literária Kiadóvállalat (Világvárosi Regények 501.), [Bp. 1938].
- Az elrabolt vőlegény. Literária Kiadóvállalat (Világvárosi Regények 522.), [Bp. 1938].
- Az üvegbörtön. Literária Kiadóvállalat (Világvárosi Regények 530.), [Bp. 1938].
- Vérbosszú. Literária Kiadóvállalat (Világvárosi Regények 537.), Bp. 1938; Az arizonai farkas, és más vadnyugati történetek. Idegenforgalmi Propaganda és Kiadó Vállalat, Bp. 1988, 101-140.
- Gyávák előnyben. Literária Kiadóvállalat (Világvárosi Regények 545.), [Bp. 1938].
- Az asszony verve jó. Literária Kiadóvállalat (Világvárosi Regények 561.), [Bp. 1938].
- Őlordsága titkárnője. Literária Kiadóvállalat (Világvárosi Regények 566.), [Bp. 1938].
- Senki többet? Literária Kiadóvállalat (Világvárosi Regények 574.), [Bp. 1938].
- A kék cowboy. Literária Kiadóvállalat (Világvárosi Regények 585.), [Bp. 1938].
- A holt tenger kísértete. [John Tempest néven] Stádium (Tarka regénytár IV. 1.), Bp. 1938.
- A titokzatos búvárhajó. [Fred Gregory néven] Stádium (Tarka regénytár IV. 4.), Bp. 1938.
- A mormonok kincse. [John Tempest néven] Centrum (Tarka regénytár IV. 16.), Bp. 1938.
- A láthatatlan dervis. [John Tempest néven] Stádium (Tarka regénytár IV. 19.), Bp. 1938.
- Kalózlobogó alatt. [John Tempest néven] Stádium (Tarka regénytár IV. 43.), Bp. 1938.
- Kísértetek hajója. Központi Sajtóvállalat Kiadó (Új Élet regénytár 69.), Bp. 1938.
- Barcelonai sikátor. Központi Sajtóvállalat Kiadó (Új Élet regénytár 72.), Bp. 1938.
- Ezüst örvény. Központi Sajtóvállalat Kiadó (Új Élet regénytár 75.), Bp. 1938.
- Hongkongi kémháború. Központi Sajtóvállalat Kiadó (Új Élet regénytár 78.), Bp. 1938.
- Fehér kobra. Központi Sajtóvállalat Kiadó (Új Élet regénytár 84.), Bp. 1938.
- Éjféli lovas. Központi Sajtóvállalat Kiadó (Új Élet regénytár 87.), Bp. 1938.
- Északi fény. Központi Sajtóvállalat Kiadó (Új Élet regénytár 90.), Bp., 1938.

### 1939
- A hét alvó leány. Literária Kiadóvállalat (Világvárosi Regények 600.), [Bp. 1939].
- Stop! Literária Kiadóvállalat (Világvárosi Regények 607.), [Bp. 1939].
- A rangpuri kaland. Literária Kiadóvállalat (Világvárosi Regények 615.), [Bp. 1939].
- Keresd az asszonyt! Literária Kiadóvállalat (Világvárosi Regények 623.), [Bp. 1939].
- Az ártatlan cowboy. Literária Kiadóvállalat (Világvárosi Regények 631.), [Bp. 1939].
- A veszedelmes fuvar. Literária Kiadóvállalat (Világvárosi Regények 649.), [Bp. 1939].
- Puskával szerzett menyasszony. Hungária (Világvárosi Regények 658.), Bp. [1939].
- Munkát vagy életet. Hungária (Világvárosi Regények 665.), Bp. [1939].
- A vulkánvölgy aranya. [John Tempest néven]. Stádium, Bp., 1939.

### 1940
- Bill táskát lop. Literária Kiadóvállalat (Világvárosi Regények 691.), [Bp. 1940].
- Mexikói esküvő. Literária Kiadóvállalat (Világvárosi Regények 706.), [Bp. 1940].
- Az elátkozott kunyhó. Literária Kiadóvállalat (Világvárosi Regények 713.), [Bp. 1940].
- Hívásra házhoz megyek. Literária Kiadóvállalat (Világvárosi Regények 753.), [Bp. 1940].
- A tengerparti kaland. Literária Kiadóvállalat (Világvárosi Regények 780.), [Bp. 1940].
- Montana nyeregben. [Lellei Béla néven] Központi Sajtóvállalat Kiadó (Új Élet regénytár 180.), Bp. [1940].
- A hét angyal erődje. [Lellei Béla néven] Központi Sajtóvállalat Kiadó (Új Élet regénytár 189.), Bp. [1940].
- Az őrs. Tíz lovas élete a honfoglalás idején. Rózsavölgyi és Társa, Bp. [1940].
- A titokzatos utas. Magyar Népművelők Társasága (Érdekes Regények. Röptében a világ körül 1.), Bp. [1940].
- A sátán hajója. [John Tempest néven] Stádium, Bp., 1940.

### 1941
- A menyasszony megszökik. Literária Kiadóvállalat (Világvárosi Regények 803.), Bp., 1941.
- Az elveszett nap. Literária Kiadóvállalat (Világvárosi Regények 852.), [Bp. 1941].
- A Sárkányhegyek üldözöttje. [John Tempest néven] Stádium (Tarka regénytár VI. 3.), [Bp.] 1941.
- A jávai tigris. [John Tempest néven] Stádium (Tarka regénytár VI. 11.), [Bp.] 1941.
- A fekete félhold. [John Tempest néven] Stádium (Tarka regénytár VI. 17.), [Bp.] 1941.
- A kék folyó lánya. [John Tempest néven] Stádium (Tarka regénytár VI. 22.), [Bp.] 1941.
- A haláltorpedó. [John Tempest néven] Stádium (Tarka regénytár VI. 33.), [Bp.] 1941.
- Nyugat felé! Grill Károly Könyvkiadó Vállalata, Bp. [1942]. (Uo. 4-7. ezer [1942]; Uo. 7-10. ezer [1943].)

### 1942
- Házasság kötelező. Literária Kiadóvállalat (Világvárosi Regények 902.), Bp., 1942.
- Esti találkozás. Áchim (Százezrek könyve), Bp. [1942].
- Úrilány, kis hibával. Áchim (Százezrek könyve), Bp. [1942].
- Ütött az óra. Hungária (Százezrek könyve), Bp. [1942].
- Éva asszony. Bartha, Bp., 1942.

### 1943
- Akit elkap az ördög. Áchim (Százezrek könyve), Bp., 1943.
- Becsületből betörő. Áchim (Százezrek könyve), Bp. [1943].
- Magda titka. Áchim (Százezrek könyve), Bp. [1943].
- A strandon kezdődött. Áchim (Százezrek könyve), Bp. [1943].
- Különös kaland. Áchim (Százezrek könyve), Bp. [1943].
- Este is házhoz megy! Hungária (Százezrek könyve), Bp. [1943].
- Keleti veszedelem. Hungária (Kis Újság könyvesháza), Bp. [1943].
- Megvalósult álom. Hungária (Budapesti Regények), Bp. [1943].
- Helyszíni közvetítés. Áchim (Budapesti Regények), Bp. [1943].
- A halál estéje. Nándorfehérvár foglya. Áchim (Kis Újság könyvesháza), Bp. [1943].
- A hét bűn ágya. Széchényi, Grafika ny. Nagyvárad, Bp. [1943].
- Vihar a Balatonon. Magyar Népművelők Társasága (Érdekes Regények. Röptében a világ körül 89.), Bp., 1943.

### 1944
- Életfogytiglan. Hungária (Százezrek könyve), Bp., 1944.
- Vásári kaland. Hungária (Százezrek könyve), Bp. [1944].
- Az aranyhajú leány. Hungária (Fővárosi Regények), Bp. [1944].
- A két tábornok. Történelmi regény. (Borítón: Éjféli látogató) Hungária (Fővárosi Regények), Bp. [1944].
- Hetedik mennyország. Hungária (Érdekes könyvek), Bp. [1944].
- Vigyázat szép lány! Áchim, Bp. [1944].

### 1948.
- Rabszolgalázadás. Bp. [1948].
- Fehér tigrisek. Bp., 1948.

### 1950 után
- Az utolsó csillaghajó [kézirat kb. 1954]. Csokonai Kiadó, Főnix Fantasztikus Könyvek, Debrecen, 1990.